# Spiegelskale

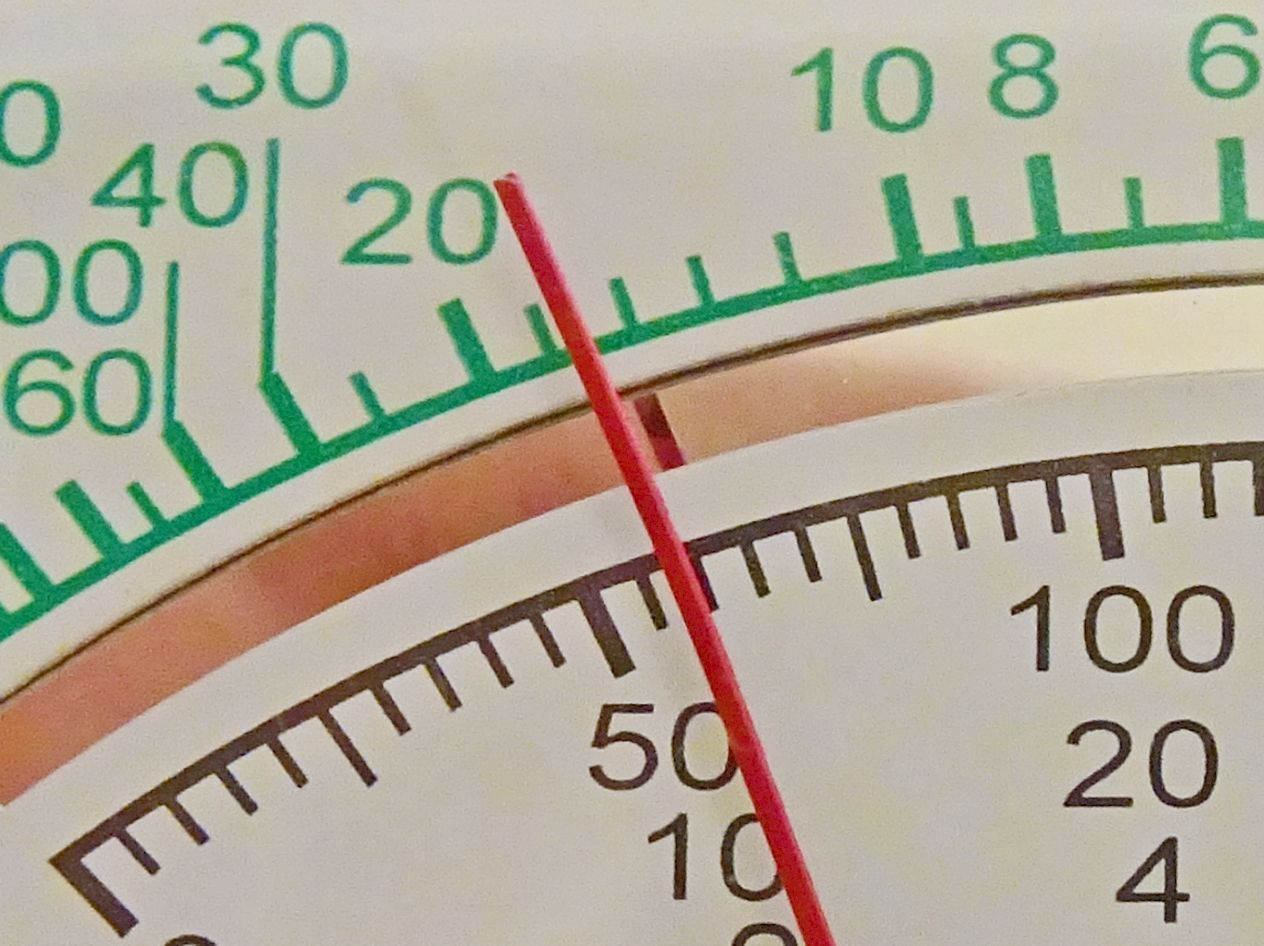
Spiegelskale bei einem Analogmultimeter, schräger Einblick

Da ein mechanischer Zeiger über der zugehörigen Skale etwas erhöht ist, sieht man ihn je nach Blickrichtung über unterschiedlichen Positionen der Skale. Eine Spiegelskale, auch Spiegelskala ist eine Einrichtung in Zeigermessgeräten wie Spannungsmessern oder Strommessern, die eine Messabweichung durch schrägen Blick auf die Skale verhindern soll. 
Dazu ist parallel zur Skalenfläche bei den Strichmarkierungen eine Spiegelfläche angebracht oder eingelassen. Zum Ablesen muss man seinen Kopf so halten, dass sich der Zeiger selbst und sein Spiegelbild in der Spiegelskale exakt überdecken. Dann ist sichergestellt, dass man mit dem Auge senkrecht auf die Skale sieht und kein Parallaxenfehler entsteht. 
Die Abbildung links zeigt den Fall, dass schräg auf den Zeiger geblickt wird: Man sieht einen Abstand zwischen dem Zeiger und seinem Spiegelbild. Entsprechend ist auch die Ablesung auf der Skale inkorrekt. Die Abbildung rechts zeigt die korrekte Ablesung, wenn man genau senkrecht auf die Spiegelskale sieht.

Veranschaulichung der Parallaxe
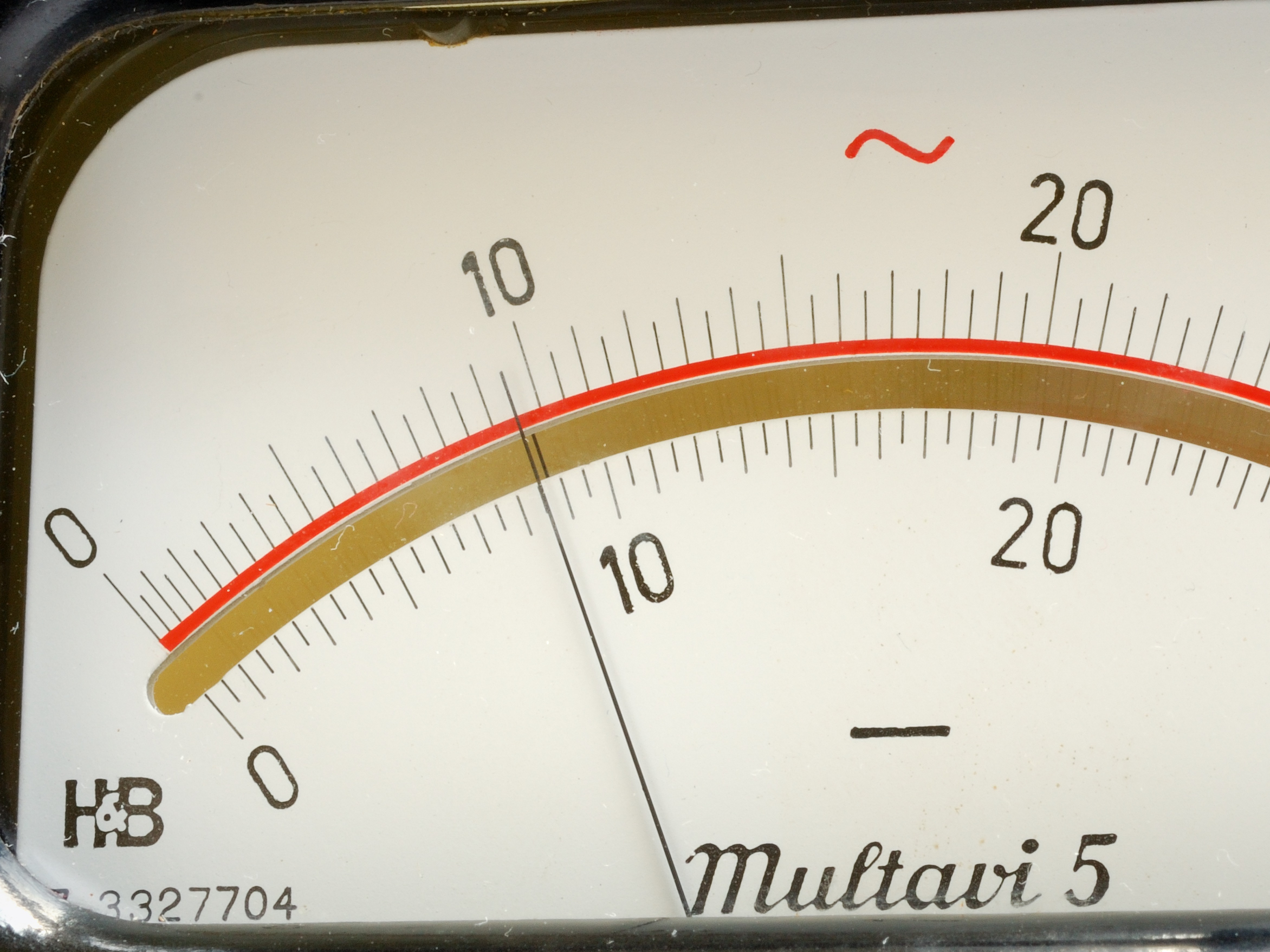
Messwerkzeiger und Spiegelskale bei schrägem Einblick
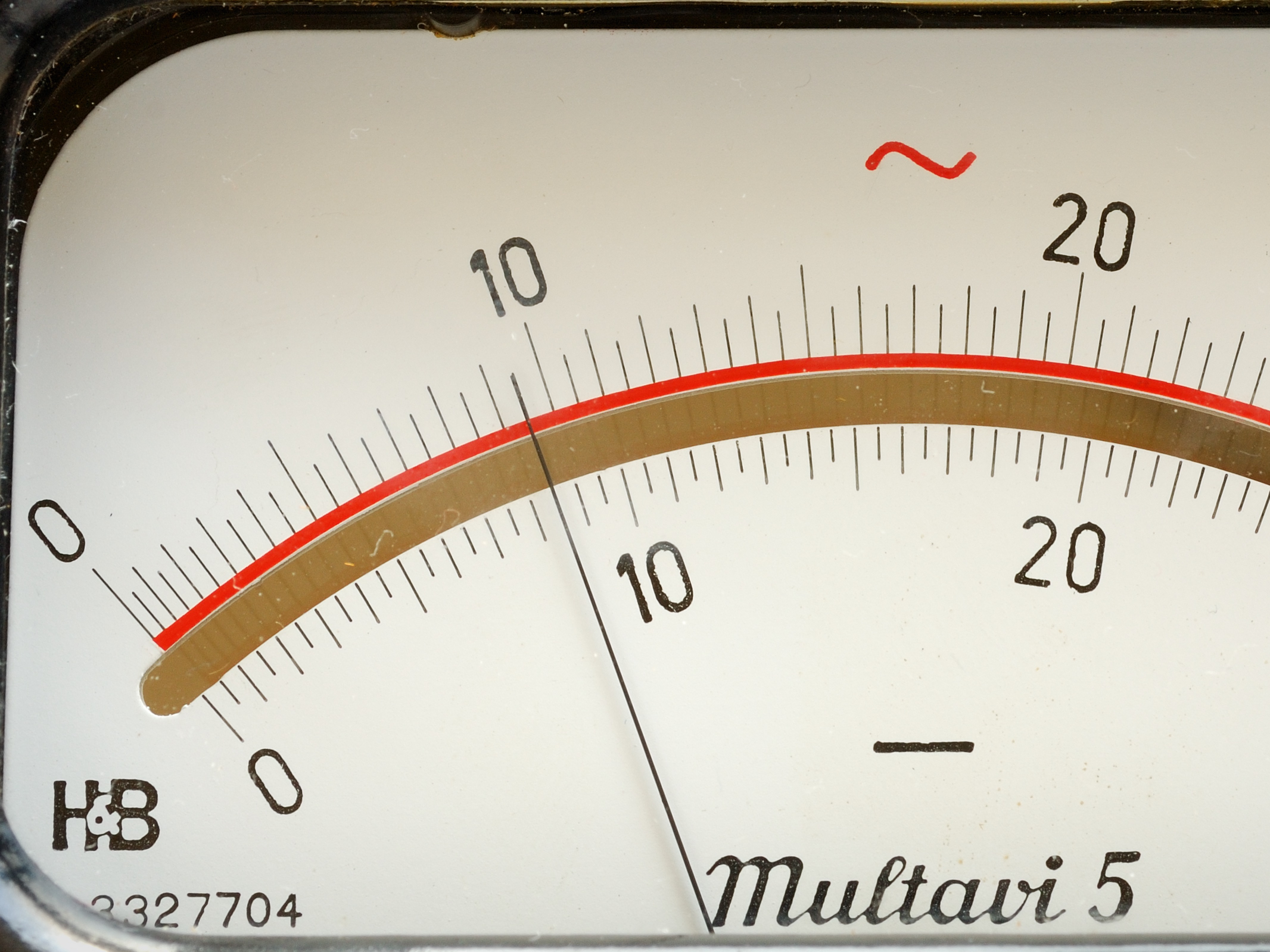
Messwerkzeiger und Spiegelskale bei senkrechtem Einblick